# Сідні Свіні
Сідні Свіні (англ. Sydney Sweeney; нар. 12 вересня 1997, Спокан, Вашингтон, США) — американська акторка. Відома за роллю Емалін Аддаріо в телесеріалі Netflix «Суцільний відстій» (2018) та Іден Спенсер у телесеріалі «Оповідь служниці» (2018). Свіні також з'явилася у мінісеріалі «Гострі предмети» (2018) та в підлітковому драматичному телесеріалі «Ейфорія» (з 2019). Двічі номінантка на премію «Еммі» за ролі в серіалах «Ейфорія» та «Білий лотос» (2021).

## Біографія
Народилась і виросла в місті Спокан,Вашингтон. У неї є молодший брат на ім'я Трент, мати працює адвокатом, а батько працює у сфері медицини. Зацікавилася акторським мистецтвом після того, як пройшла кастинг на роль у незалежному фільмі, який проходив у її місті. Щоб переконати батьків, вона представила їм п'ятирічний бізнес-план. Вони погодилися, і невдовзі сім'я переїхала до Лос-Анджелеса.
Вивчала підприємництво в коледжі Лос-Анджелес Південний-Захід (LACS). Займалась змішаними бойовими мистецтвами, у старшій школі брала участь у греплінгу.

## Кар'єра
Почала кар'єру з таких телешоу, як «90210», «Криміналісти: мислити як злочинець», «Анатомія Грей», «У сховищі» та «Милі ошуканки».
У 2018 році знялася в ролі Емалін Аддаріо в серіалі Netflix «Суцільний відстій», сюжет якого розповідає про дві групи студентів у середній школі в Орегоні в 1996 році. У цьому ж році з'явилася в міні-серіалі HBO «Гострі предмети» у ролі Еліс, сусідки по кімнаті, яку зустрічає персонажка Емі Адамс у психіатричному закладі. Спочатку її героїня повинна була мати меншу роль, але режисер продовжував залучати її до нових сцен. Для цієї ролі Свіні вивчала історії дівчат, які страждали від психічних захворювань, відвідувала лікарні, у яких були пацієнти, які завдавали собі шкоди. Свіні знімалась у «Суцільному відстої» та «Гострих предмета» одночасно, знімаючись у першому протягом тижня, а другому — на вихідних.

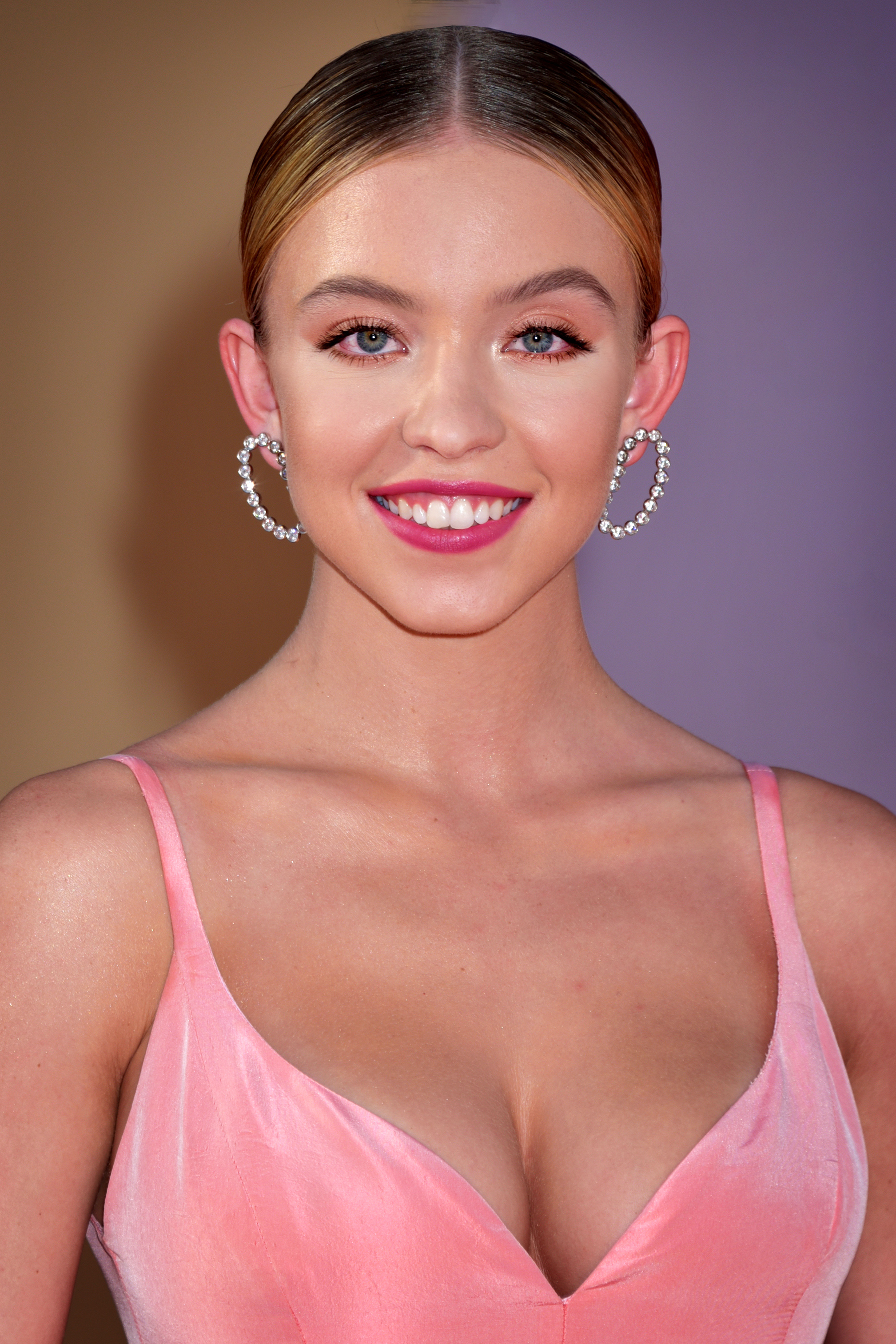
На прем'єрі «Одного разу в Голлівуді», липень 2019 року

У тому ж році зіграла роль у трилері «Під Сільвер-Лейк». Також зіграла роль у другому сезоні антиутопічного серіалу «Оповідь служниці» у ролі Іден Спенсер, побожної і слухняної дівчини. Вона також знялась у фільмі жахів «Назви своє ім'я».
Наступного року вона знялася в драматичному фільмі «Клементина», фільмі про повноліття «Велика юність» та фільмі Квентіна Тарантіно «Одного разу в Голлівуді» У тому ж році Свіні також знялась в підлітковому драматичному серіалі «Ейфорія» у ролі Кессі Говард, «підлітка з безладною репутацією».
У 2020 році зіграла головну роль у фільмі жахів «Ноктюрн». Влітку 2021 року знялась у першому сезоні телесеріала HBO «Білий лотос» від сценариста і режисера Майка Уайта.
У 2023 році зіграла Реаліті Віннер у телефільмі «Реаліті» та головну роль у романтичній комедії «Люблю тебе ненавидіти». У 2025 році виконала головні ролі у трилерах «Долина Ехо» та «Служниця», екранізації роману-бестселеру Фріди Мак-Фадден.
Зіграла в телевізійній адаптації роману Джессіки Гудман «Вони хотіли би бути нами», який транслюватиметься на HBO Max. В адаптації також взяла участь співачка Halsey, з якою Свіні працювала над музичним відеокліпом на пісню «Graveyard».

## Особисте життя
У 2023 році Свіні заручилася з бізнесменом Джонатаном Девіно. Свіні та Давіно воліли тримати в таємниці подробиці своїх стосунків, оскільки Давіно не є знаменитістю. Вони продюсували фільми разом, а Давіно виступав як «продюсерський партнер» Свіні. У 2025 році пара розійшлась.
Крім рідної англійської, Свіні володіє російською та іспанською мовами. Вона сама вчила російську мову в середній школі, а іспанську вивчала в школі більшу частину свого життя, оскільки її батько живе в Мексиці.

## Фільмографія

### Фільми
| Рік  | Українська назва                | Оригінальна назва                | Роль                           |
| ---- | ------------------------------- | -------------------------------- | ------------------------------ |
| 2009 | ЗМУ: Зомбі Масового Ураження    | ZMD: Zombies of Mass Destruction | Ліза                           |
| 2010 | Пожиратель опіуму               | The Opium Eater                  | Сара Детцер                    |
| 2010 | Такео                           | Takeo                            | Саманта Райт                   |
| 2010 | Нічна сліпота                   | Night Blind                      | Загублена дівчина              |
| 2010 | Палата                          | The Ward                         | Молода Еліс                    |
| 2013 | Павуки 3D                       | Spiders 3D                       | Емілі                          |
| 2014 | Ангели в зоряному пилу          | Angels in Stardust               | Енні                           |
| 2015 | Проведено                       | Held                             | Лілі Вудс                      |
| 2015 | Кохання стало видимим           | Love Made Visible                | Лія                            |
| 2015 | Малюк бойових мистецтв          | The Martial Arts Kid             | Джулія                         |
| 2015 | Ненароджений                    | The Unborn                       | Маленька Джейні Хаткінс        |
| 2015 | Викрадено з передмістя          | Stolen From Suburbia             | Емма                           |
| 2016 | Кессіді Вей                     | Cassidy Way                      | Келсі Коннорс                  |
| 2016 | Орда                            | The Horde                        | Хейлі Самерс                   |
| 2017 | Вікінги                         | Vikes                            | Іда                            |
| 2017 | Мертвий мураха                  | Dead Ant                         | Сем                            |
| 2017 | Це трапилось знову минулої ночі | It Happened Again Last Night     | Молода Пейдж                   |
| 2018 | Невблаганний                    | Relentless                       | Еллі                           |
| 2018 | Під Сільвер-Лейк                | Under the Silver Lake            | Падаюча зірка                  |
| 2018 | Назви своє ім'я                 | Along Came the Devil             | Ешлі                           |
| 2019 | Велика юність                   | Big Time Adolescence             | Холлі                          |
| 2019 | Клементина                      | Clementine                       | Лана                           |
| 2019 | Одного разу в Голлівуді         | Once Upon a Time in Hollywood    | «Змія»                         |
| 2020 | Ноктюрн                         | Nocturne                         | Джульєтт Лоу                   |
| 2021 | Квитки на моє падіння           | Downfalls High                   | Скарлет                        |
| 2021 | Спостерігачі                    | The Voyeurs                      | Піппа                          |
| 2021 | Ікла ночі                       | Night Teeth                      | Єва                            |
| 2023 | Люблю тебе ненавидіти           | Anyone But You                   | Беатріс                        |
| 2024 | Мадам Павутина                  | Madame Web                       | Джулія Карпентер / Жінка-павук |
| 2024 | Едем                            | Eden                             | Маргрет Віттмер                |
| 2025 | Долина Ехо                      | Echo Valley                      | Клер                           |
| 2025 | Служниця                        | The Housemaid                    | Міллі                          |

### Телебачення
| Рік  | Українська назва                   | Оригінальна назва   | Роль                                          |
| ---- | ---------------------------------- | ------------------- | --------------------------------------------- |
| 2009 | Герої                              | Heroes              | Маленька дівчина                              |
| 2009 | Криміналісти: мислити як злочинець | Criminal Minds      | Дені Форестер                                 |
| 2010 | Переслідування                     | Chase               | Кайла Едвардс                                 |
| 2010 | 90210                              | 90210               | Дівчина                                       |
| 2011 | В ударі                            | Kickin' It          | Келсі Варгас                                  |
| 2011 | Елітне суспільство                 | The Bling Ring      | Іззі Фішман                                   |
| 2014 | Анатомія Грей                      | Grey's Anatomy      | Ерін Вівер                                    |
| 2017 | Школа монстрів (анімаційний фільм) | Monster School      | Мадлен Рейон (голос)                          |
| 2017 | Буває і гірше                      | The Middle          | Студентка № 1                                 |
| 2017 | Милі ошуканки                      | Pretty Little Liars | Вілла                                         |
| 2017 | У сховищі                          | In the Vault        | Хейлі Карен                                   |
| 2018 | Суцільний відстій                  | Everything Sucks!   | Емалін Аддаріо                                |
| 2018 | Оповідь служниці                   | The Handmaid's Tale | Іден Спенсер                                  |
| 2018 | Гострі предмети                    | Sharp Objects       | Аліса                                         |
| 2018 | Маніакальний                       | Manic               | Місс «Паперова дівчинка»                      |
| 2018 | Неправильна дочка                  | The Wrong Daughter  | Саманта                                       |
| 2019 | Ейфорія                            | Euphoria            | Кессі Говард                                  |
| 2021 | Білий лотос                        | The White Lotus     | Олівія Моссбахер                              |
| 2021 | Робоцип                            | Robot Chicken       | Барбі, Райлі Андерсен, Дівчина з кіно (голос) |

### Кліпи
| Рік  | Пісня       | Виконавець |
| ---- | ----------- | ---------- |
| 2019 | «Graveyard» | Halsey     |

## Нагороди й номінації
| Рік                            | Категорія                                                                  | Робота             | Результат | Прим.  |
| ------------------------------ | -------------------------------------------------------------------------- | ------------------ | --------- | ------ |
| «Еммі»                         |                                                                            |                    |           |        |
| 2022                           | Найкраща жіноча роль другого плану в драматичному телесеріалі              | «Ейфорія»          | Номінація | [ 26 ] |
| 2022                           | Найкраща жіноча роль другого плану в мінісеріалі, антології або телефільмі | «Білий лотос»      | Номінація | [ 26 ] |
| Премія Гільдії кіноакторів США |                                                                            |                    |           |        |
| 2019                           | Найкращий акторський склад у драматичному серіалі                          | «Оповідь служниці» | Номінація | [ 27 ] |